# Comté de Pontotoc (Mississippi)
Pour les articles homonymes, voir Comté de Pontotoc.
Le comté de Pontotoc est un comté situé dans l'État du Mississippi aux États-Unis. Le siège du comté est Pontotoc. Selon le recensement de 2000, sa population est de 26 726 habitants.

## Comtés adjacents
- Comté de Union (nord)
- Comté de Lee (est)
- Comté de Chickasaw (sud)
- Comté de Calhoun (sud-ouest)
- Comté de Lafayette (ouest)

## Principales villes
- Pontotoc
- Algoma
- Ecru
- Sherman (en partie)
- Thaxton
- Toccopola